# Hittnau
Hittnau (toponimo tedesco) è un comune svizzero di 3 604 abitanti del Canton Zurigo, nel distretto di Pfäffikon.

## Monumenti e luoghi d'interesse

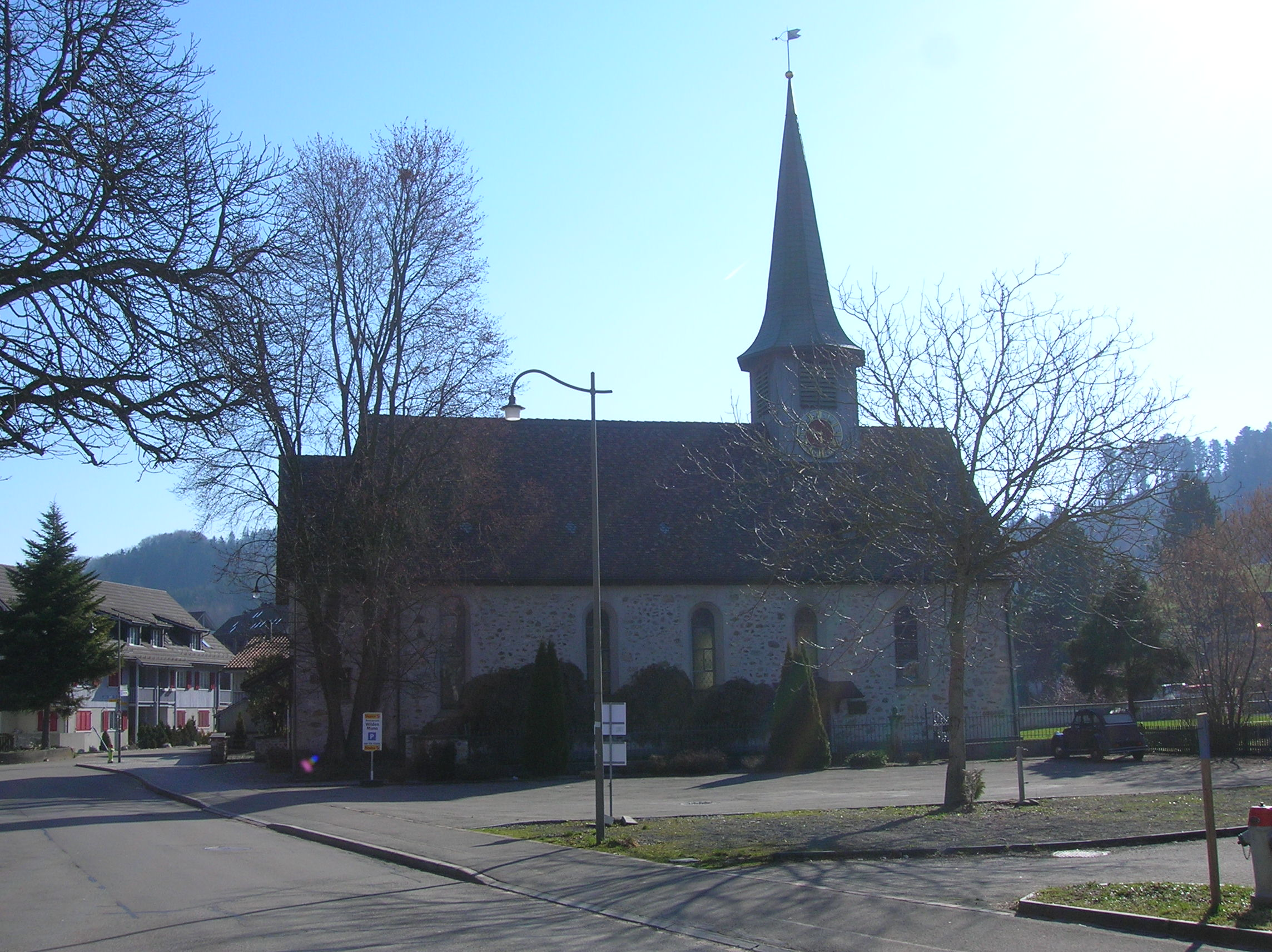
La chiesa riformata

- Chiesa riformata, eretta nel 1708[1].

## Società

### Evoluzione demografica
L'evoluzione demografica è riportata nella seguente tabella:
Abitanti censiti

## Geografia antropica

### Frazioni
- Dürstelen
- Hasel
- Hofhalden
- Isikon
- Oberhittnau
- Schönau
- Unterhittnau

## Amministrazione
Ogni famiglia originaria del luogo fa parte del cosiddetto comune patriziale e ha la responsabilità della manutenzione di ogni bene ricadente all'interno dei confini del comune.